# هيريرا ديل دوكوي
بلدية هيريرا ديل دوكوي (بالإسبانية: Herrera del Duque)‏, هي إحدى بلديات مقاطعة بطليوس, التي تقع في منطقة إكستريمادورا, والتي تقع في غرب إسبانيا.
يبلغ عدد سكانها 3.836 نسمة وفقاً لإحصائية سنة (2002).